# 戰狼2
《戰狼2》（英語：Wolf Warriors 2）是2017年中国大陆现代军事题材动作电影，2015年電影《戰狼》的續集。該片由吳京執導，黃偉亮任動作導演，吴京、法蘭克·葛里洛、吴刚、张翰、卢靖姗等主演。该片是吴京继《狼牙》、《战狼》之后自导自演的第三部作品。
該片於2017年7月27日在中國大陆上映。该片延续了《战狼》的故事线索，但故事背景从中国边境转移到了海外，讲述了寻找失踪未婚妻的退役军人冷锋被卷入非洲某国的动乱，本可以安全撤离的他孤身返回沦陷区带领同胞和难民进行生死逃亡，并与援非医生Rachel一道护送与治疗疫情有极大关系的小女孩Pasha的故事。
该片取得了票房口碑的双丰收，《解放日报》一篇評論認為该片是中国大陆主旋律电影类型化的成功作品之一。2017年8月8日凌晨，《战狼2》以33.99亿元票房打破由导演周星驰拍摄的《美人鱼》所保持的33.92亿元人民币中國大陸票房纪录。《战狼2》于2017年10月30日下映，总共上映天数为95天，中國大陸票房总计56.81亿人民币，是中国大陆上映的首部总票房突破50亿的电影，曾一度保持中國影史票房总冠军的纪录，直至2021年被《长津湖》以56.95亿超越。是全球第一个非好莱坞制作且进入全球总票房前100行列的电影，最高时位列世界影史票房总排行榜第54名。

## 剧情梗概
冷锋（吴京饰）送战友俞飞（战狼中队的分队长，前集陣亡）的骨灰回老家，俞家却正遭强拆，由于拆迁队头目扬言要在冷锋他们走后报复俞飞家人，冷锋将其踢成重伤。冷锋因伤人被开除军籍并被判监禁，期间未婚妻龙小云（余男饰，前集女主角）向其求婚，却在前往边境执行任务时失踪。
冷锋带着龙小云失踪现场留下的一枚特别的子弹，在非洲辗转三年寻找其下落，被卷入某不具名的非洲国家的动乱。冷锋与其干儿子、当地小男孩，一起逃进华人商人钱必达（于谦饰）经营的超市，带众人逃往中国大使馆。路上被反政府武装“红巾军”拦住，不過之後被中国大使赶到救走。
撤离到中国海军舰船上后，钱必达告诉冷锋曾在反政府武装那里见过冷锋带着的子弹。要返回当地的一个中资工厂找自己的母亲，樊大使要求舰上的部队前去工厂解救被困中国员工，并去救出对控制所在国拉曼拉病毒有重要作用的陈博士。由于军队不能擅自进入他国领土，本可以安全撤离的冷锋决定只身赴险前去营救陈博士以及中国员工。
冷锋到达医院时陈博士已被反政府武装误杀，冷锋与另一个援非医生（卢靖姗饰）带着身上有病毒抗体的小女孩（狄安娜·希拉饰）逃离医院前往工厂。希望得到陈博士以控制国家局势的红巾军指挥官奥图将军被雇佣军首领“老爹”（弗兰克·格里罗饰）杀死，小女孩成为老爹他们的目标。
中资工厂是希望摆脱富二代身份且喜爱军事武装的卓亦凡（张翰饰）开设的，厂裡有一些武器，并有由退役老兵何建国（吴刚饰）带领的保安队。冷锋、何建国和卓亦凡他们一道击退了反政府武装对工厂的第一次攻击，而冷锋被发现感染了拉曼拉病毒，带着冷锋和主动离开了工厂，用陈博士研发的药物治愈了冷锋。
冷锋他们返回被雇佣军和反政府武装占领的工厂，杀死老爹，解救了工厂里的两国员工，并带领他们穿越交战区返回中国军舰所在港口。
出字幕後最后一幕，冷锋收到旧上司的来电，说龙小云仍然在生……

## 演员表

### 主要角色
| 演员          | 角色   | 介绍 | 备注  | 粵語配音 |
| ------------- | ------ | --- | ----- | -------- |
| 吴京          | 冷锋   | 前战狼中队成员 故事开篇时，护送前作牺牲战友骨灰回老家时遭遇强拆，一脚将强拆队头目踢成重伤被判监禁并被开除军籍。 出狱后在非洲辗转寻找龙小云的踪迹，被卷入非洲某国战乱，后毛遂自荐拯救同胞                |       | 陳欣     |
| 卢靖姗        |        | 援非无国界医生 美籍华人，喜歡冷鋒 | [ 9 ] | 曾秀清   |
| 吴刚          | 何建国 | 工厂保安队长 退伍军人 原属西南军区第十四集团军侦察连连长 被卓亦凡所聘用为工厂保安队长 |       | 朱子聰   |
| 弗兰克·格里罗 | 老爹   | 本片終極大反派 雇佣兵首领 绰号“老爹”（Big Daddy） 绑架龙小云的罪魁祸首 最后被冷锋以子弹头充当拳刺格毙 |       |          |
| 张翰          | 卓亦凡 | 非洲某国华资工厂厂长 富二代 一个在非洲开厂的富二代军迷，喜欢军事却只会纸上谈兵的“熊孩子”。 但是为人真诚，当叛乱部队攻击他的工厂时，勇敢地拿起武器和两位老兵并肩作战，在战火中完成了从男孩到男人的成长。 |       | 麥皓豐   |

### 其他角色
| 演员              | 角色     | 介绍 | 备注   | 粵語配音 |
| ----------------- | -------- | --- | ------ | -------- |
| 狄安娜·希拉       |          | 陈博士的“女儿” 体内有病毒抗体 在陈博士死亡后成为反政府武装的目标                                           |        |          |
| 丁海峰            | 张志勇   | 解放军海军少将 中国海军撤侨编队指挥官                                                                      |        | 潘文柏   |
| 余男              | 龙小云   | 战狼中队队长 冷锋的未婚妻 上集女主角，开篇提到在执行任务时被雇佣兵所抓走，冷锋为寻找其下落在非洲辗转三年。 |        | 鄭麗麗   |
| 于谦              | 钱必达   | 在非洲国家的商店老板，奸商 被冷锋援救到达军舰后给冷锋提供了特殊子弹的线索                                  |        | 陳永信   |
| 宋歌              | 樊大使   | 驻故事发生地非洲某国的中国大使 由影片发行方北京文化的董事长出演                                            | [ 10 ] | 劉昭文   |
| 淳于珊珊          | 林志雄   | 工廠廠長，奸商                                                                                             |        | 李錦綸   |
|                   | 奥图将军 | 红巾军指挥官，希望得到陈博士来控制国家局势 被“老爹”杀死                                                    |        |          |
| 奧萊格·普魯迪危斯 | 大熊     | 机枪手，雇佣兵老爹手下 绰号“大熊”，与雅典娜为情侣关系。最后在压制卓亦凡时反被其以手槍擊毙                  |        |          |
| 海蒂·莫尼梅克     | 雅典娜   | 狙击手，雇佣兵老爹手下 绰号“雅典娜”，在工厂的交战中被卓亦凡以手榴弹炸死。                                  |        |          |
| 亞倫·托尼         | 蟑螂     | 雇佣兵老爹手下，绰号“蟑螂” 在夜晚入侵工厂之时冷锋搏斗，被冷锋抛出窗外，头部受到撞击而死                    |        |          |
| 李鎮男            | 幽靈     | 雇佣兵老爹手下，绰号“幽靈” 最后被冷鋒扭頭致死                                                              |        |          |

## 制作与宣传

### 拍摄

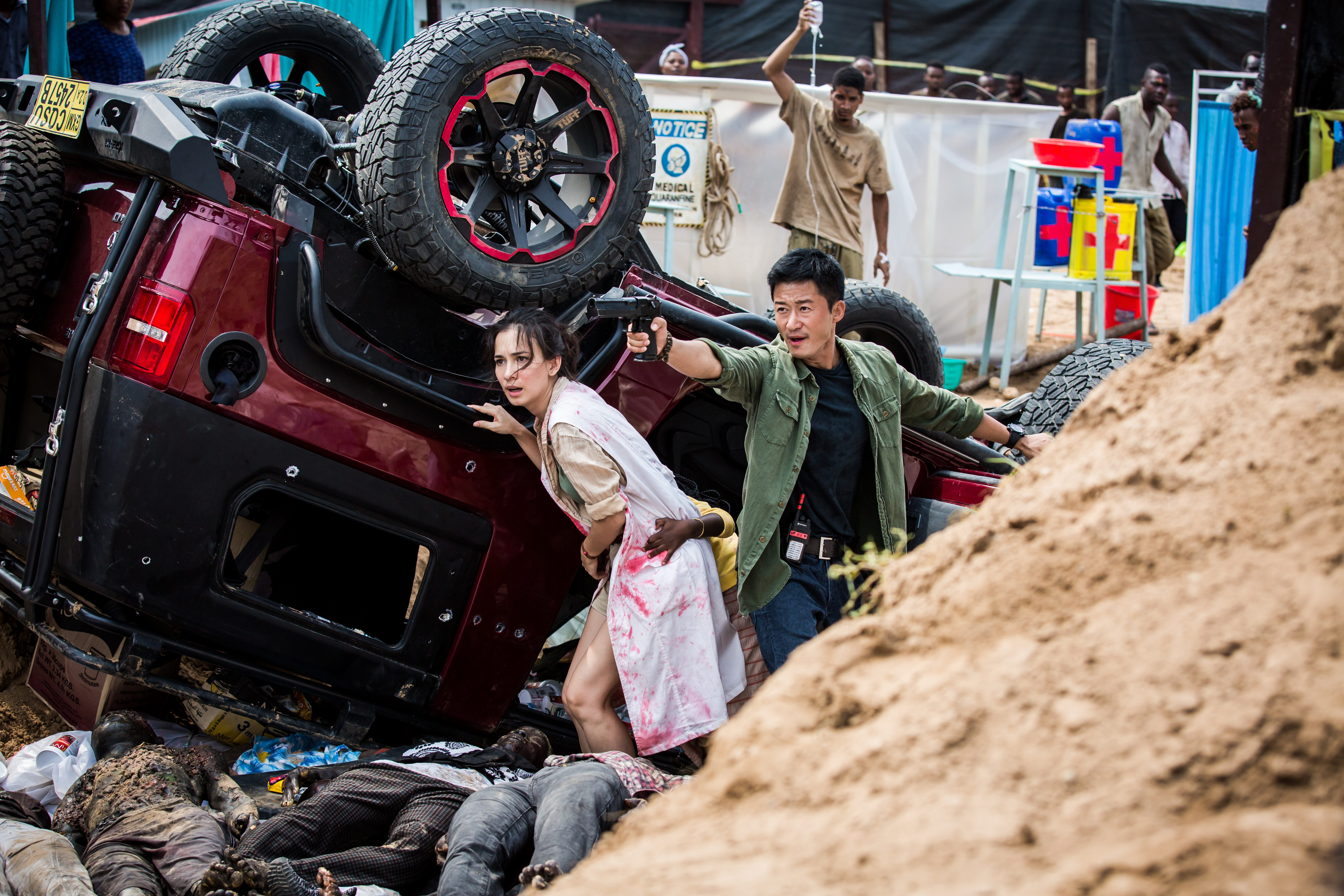
《战狼2》剧照

《战狼2》于2016年6月19日在北京怀柔影视基地正式开机拍摄，外景拍摄地主要在河北省张家口市的一个铁厂内，11月2日，国内部分杀青。2017年2月前往非洲国家南非拍摄，历时四十余天，部分镜头在肯尼亚马赛马拉野生动物保护区取景，于3月底杀青。
在国内的外景拍摄地中，主要的就是片中“坦克大战”的拍摄地，在距离北京170公里左右的河北省张家口市宣化区赵川镇坤源集团赵川铁厂内。《战狼2》剧组于2016年5月15日进铁厂做相关场景布置，6月28日正式拍摄，11月2日拍摄完成，在铁厂参加拍摄的除所有的主要演员外，另外有非洲群众演员100余人，赵川镇本地群众演员100余人。为拍摄片中的坦克大战，剧组借用了10辆真实坦克，并制作了两辆用来爆炸的假坦克。而为了拍摄汽车爆炸场景，剧组共炸了100多辆车。此外，还投入了2架军用直升机，消耗了5万发子弹。
片头那段6分钟的水下长镜头，是吴京26次跳水，泡在水里13个小时完成的。为了这个镜头，4位饰演海盗的演员提前半个多月开始套招，吴京加入拍摄后，大家又一起在水下彩排4天，再实拍3天才最终完成。据报道称，为了加快下潜的速度，拍摄水下镜头时，吴京身上绑了四公斤的铅块，拍完时吴京需要借助救生员的拖拽才离开水面。

### 后期制作
《战狼2》的后期制作由中外团队合作完成。电影的音效剪辑和混音制作由隶属新西兰维塔集团的公园路后期制作公司完成。

### 音乐
《战狼2》原声大碟由美国唱片公司Groove Records制作，音乐总监由美国作曲家约瑟夫·特拉帕内塞出任，好莱坞电影《冲出康普顿》、《分歧者2：绝地反击》等的配乐都是出自他之手。早在电影筹备期，音乐开始同步创作，不仅吴京曾先后三次远赴洛杉矶，特拉帕内塞也亲自到中国的拍摄现场与吴京一起讨论，这种外国音乐人在中国电影创作过程中长期、深度的参与在中国非常少见，成为《战狼2》配乐成功的基础。
《战狼2》的中文推广曲是以冷锋和龙小云的感情为主线的《风去云不回》，由易家扬作词，颜子作曲，吴京演唱。台湾词作家易家扬是《遇见》、《单身情歌》，电影《卧虎藏龙》主题曲《月光爱人》等歌曲的词作者，颜子则是中国大陆的一名新锐音乐人。

### 宣传
2016年8月22日，《战狼2》剧组首次开放媒体到位于河北张家口的片场探班。
2017年4月，随电视剧《人民的名义》热播，该剧中因“达康书记”一角而广受关注的吴刚，以及饰演赵东来的丁海峰参演《战狼2》成为宣传的侧重点之一。据报道，吴刚于2016年8月7日进剧组，并主动要求参加为期两周的军训，实现了从不会拿枪到熟练单手换弹夹的跨越。
2017年5月，在《战狼2》的首个预告片中，使用了《X战警：第一战》中的画面，受到质疑。之后片方道歉称是将特效参考镜头误作为正式电影内容发布，将尽快修改。
2017年7月11日，电影《战狼2》在北京举办了一场名为“十万个为什么”的发布会。7月13日，开始全国路演活动，吴京、张翰、卢靖姗、丁海峰、于谦等主创在中国大陆30个城市与观众一起互动。

### 制作发行
共有14家公司参与了《战狼2》的制作出品，包括吴京旗下的北京登峰国际文化传播有限公司（以下简称“登峰国际”），嘲风影业（北京）有限公司、霍尔果斯春秋时代文化传媒有限公司、捷成世纪文化产业集团有限公司、霍尔果斯橙子映像传媒有限公司、霍尔果斯登峰国际文化传播有限公司，以及联合出品方中国电影股份有限公司、鹿鸣影业有限公司、博纳影业集团股份有限公司、北京京西文化旅游股份有限公司、万达影视传媒有限公司、合一信息技术(北京)有限公司、嘉会文化传媒有限公司、星纪元影视文化传媒有限公司等。
2016年6月，登峰国际与北京京西文化旅游股份有限公司（以下简称“北京文化”）、北京聚合影联文化传媒有限公司（以下简称“聚合影联”）签署《电影发行合作协议》，登峰国际委托北京文化独家在中国大陆地区城市院线发行《战狼2》，且北京文化指定聚合影联执行影片宣发工作。根据协议约定，北京文化及聚合影联向登峰国际和其指定的其他影片出品方支付总数为人民币2.18亿元，作为登峰国际和其指定的其他影片出品方应得的对应授权地区影片总票房人民币8亿元的影片保底票房收入。
《战狼2》于2017年7月27日在中国大陆以2D、3D、中国巨幕3D等形式上映，2017年8月以IMAX版本上映。其发行公司包括北京文化、聚合影联、北京启泰远洋文化传媒有限公司、五洲电影发行有限公司、影都文化投资发展有限公司、上海淘票票影视文化有限公司、北京合瑞影业文化有限公司等。
《战狼2》的海外发行，由华人影业从拿片、制定宣发策略、影院排片、上映等全程自主操作，于2017年7月28日在马来西亚、新加坡、澳大利亚、北美等地上映，8月4日在英国，8月10日在新西兰上映，9月7日在香港、澳门上映。
2018年9月13日，有媒体爆料称，《战狼2》将在中国大陆影院复映，复映时间为9月19日到10月19日。后经证实，此次复映仅限大地院线（包括橙天嘉禾）进行，其目的是“为满足影院差异化放映的需求”。但复映活动则是由旗下影院自愿报名参与复映，并非强制性，每家影院报名参与复映还需要缴付1000元人民币的放映费用。
2020年3月20日，随着2019冠状病毒病中国大陆疫情缓和，部分电影院开放，《战狼2》在复映的名单中，但为防控疫情，电影院在3月27日再一次关闭。7月20日，电影院允许开放，《战狼2》再次出现在复映名单中。

## 评价
- 截至2017年8月14日，《战狼2》在豆瓣电影上有超过25万人评分，平均得分为7.5分，高于80%动作片。[36]
- 《长江日报》评论文章以“看脸的时代也呼唤阳刚之气”为题赞扬了该片，称主演吴京浑身散发正气，流露出大无畏的英雄主义，“正是阳刚之气点燃了观众”。[37]
- 《解放日报》评论文章《〈战狼2〉的聚力与〈建军大业〉的聚星》中指出，“《战狼2》电影本身就是一部相当成熟的商业类型片，其所践行的主旋律电影类型化策略具有重大且深远的意义，使主旋律电影发展更具活力，也有助于中国商业电影走向成熟，并更稳健地“走出去”；《战狼2》的成功证明只有首先要拍好电影，才能拍好主旋律电影。”[38]
- 《人民日报》的官方微博多次发帖恭贺《战狼2》，称其“不靠全明星，没有假大空”。[39]
- 美国电影网站“反学院派（英语：Film School Rejects）”上影评人Rob Hunter称《战狼2》仍存在《战狼》中的一些问题，但在其他方面有了很大的进步。[40][41]
- 美国影评人弗兰克·舍克（英语：Frank Scheck）在《好莱坞报道》发表评论文章，称《战狼2》“虽然2小时的时长容易让观众感到疲劳，但《战狼2》全程节奏紧凑，观众根本没时间去考虑电影是否有漏洞”[42]。
- 千龙网评论员池青称《战狼》系列的成功是专属于吴京个人的胜利，没有典型性意义；《战狼》系列算得是中国国产商业片英雄系列的开山之作。[43]
- 任教于清华大学的影评人尹鸿评论称该片事实上是“好莱坞式电影的超级英雄与中国爱国主义的混合”，“以前，爱国主义就意味着没有个体价值观的空间，与此不同的是，这部电影满足了观众对孤胆超级英雄的崇拜心理，但在此之下，也有强烈的国家意识。”[44]
- 清华大学哲学系教授肖鹰则撰文认为该片对爱国主义主题的表现机械、笨拙，人物角色扁平、空洞、脸谱化，且全片包含了一系列严重的叙事漏洞。[45]
- 南加利福尼亚大学研究中国社会与电影的教授斯坦利·罗森(Stanley Rosen)则评论称“有些东西确实不符合你对一部直白的爱国电影的期望”，“这是一个非常个人主义的个人追求，更像是好莱坞的作风，他们肯定淡化了共产党的色彩，支持爱国主义，维护中国人民以及中国在全世界的利益。”[44]
- BBC中文网文章《戰狼2：橫掃中國票房的民族主義動作片》称《战狼2》“故事情節基本上與典型的好萊塢動作片一樣，不同之處是，這次是一個中國男人在匡扶正義，拯救世界”，并援引网评称“捆綁愛國主義的全能戰士難以下咽”。[8]
- 香港01评论文章称《战狼2》全片就是吳京的個人表演，當「中國版第一滴血」來看就好。[46]
- 《战狼2》电影结尾有一段展示的中国护照的影像，因涉嫌变造国家机关证件引起争议。影片结尾大荧幕上展示的中国护照写道:「中华人民共和国公民：当你在海外遭遇危险，不要放弃！请记住，在你身后，有一个强大的祖国」，而现实的中国护照上并无此字句。北京市才良律师事务所主任王才亮在微博上发表了一篇文章，引用《出境入境管理法》的条文，指称“《战狼2》所亮护照是违反法律的行为”，并认为剧组应该立刻事后澄清，告诉公众影片中护照乃虚假道具。[47][48]

## 票房

### 中國大陸
《战狼2》于2017年7月27日星期四晚上8：01于中国大陆各影院上映，首日四小时票房即超过1亿人民币，7月28日达2.13亿，7月29日票房超3亿，7月30日周日的单日票房达到3.66亿元，超过《西游·伏妖篇》的3.55亿元，成为中国大陆国产电影单日票房冠军。尽管《战狼2》片方表示曾接到观众举报，有偷票房和盗版现象出现，但其票房成绩仍一路飚红，打破多项纪录。该片刷新此前由《美人鱼》以92个小时保有的华语电影最快破10亿纪录，其票房在上映85个小时时突破10亿。而随着电影的热映，该片的制片方北京文化股票也出现了一波快速上涨的行情。据东方财富Choice数据，自该片上映至今，北京文化涨幅已达49.61%，总市值为154亿，暴涨51亿。
《战狼2》上映期间正值中国大陆暑期档，中国政府对该档期进行国产电影保护，因此并无外国电影与其争夺票房。同期上映的“庆祝中国人民解放军建军九十周年献礼影片”《建军大业》同样为军事战争题材，尽管有《建国大业》和《建党伟业》全明星阵容的延续和铺垫，但上映后口碑明显不如《战狼2》，上映头四天，《战狼2》的票房几乎接近于《建军大业》的5倍。8月3日上映的《三生三世十里桃花》上映首日半天收获1.64亿超过《战狼2》的首日票房，次日票房下跌仅收1.05亿，都不敌当日《战狼2》的票房。。
据美国杂志《综艺》报道，上映首周《战狼2》凭借其在国内的1.27亿美元的周末票房，超过《敦刻尔克》（0.73亿美元）的全球票房成为该周的全球最高周末票房。截至2017年8月8日凌晨，战狼2以33.99亿元票房打破由周星驰拍摄的《美人鱼》所保持的33.92亿元人民币的内地电影票房最高纪录。2017年8月11日有三部新片《心理罪》《侠盗联盟》《鲛珠传》同时首映，分掉了《战狼2》近乎一半的排片率，但《战狼2》的票房攀升势头依然势如破竹，当天拿下过亿元票房，稳稳排在同期上映的影片之首。据中国票房统计显示，截至11日下午7时，《战狼2》当天的实时票房为1.05亿元人民币，累计票房约41亿元人民币，排片率为32.78%；而《心理罪》三片的则分别为实时票房5696万元、4872.6万元和3661.8万元，排片占比分别21.82%、21.06%和17.97%。8月13日早上，该电影在中国大陆地区的总票房超过44亿人民币（约合6.6亿美元），超过了《侏罗纪世界》（北美总票房6.52亿美元）和《泰坦尼克号》（北美总票房6.59亿美元），成为在单一市场里票房第三高的电影。8月25日，《战狼2》在中国内地累计观影人数超过1.43亿人次，超越《泰坦尼克号》成为全球单一市场单片累积观影人次最多的电影。于2017年10月30日下映，总共上映天数为95天，中国大陆票房总计56.81亿人民币，成为全球第一个非好莱坞制作且进入全球总票房前100行列的电影。
| 上一届： 《悟空传》 | 2017年中国内地一周票房冠军 第31-35周 | 下一届： 《敦刻尔克》 |

### 海外地區
相比中国国内票房，《战狼2》的海外票房要少得多。《战狼2》于7月28日在北美的53个影院上映，首周3天累计票房约为21万美元，截至10月5日，累计票房272.1万美元。《战狼2》于7月28日在澳大利亚的18个影院上映，截至9月3日收获票房135.2万美元。《战狼2》于7月28日在新加坡上映，首周周末票房排第6位，次周排名上升为第2位。《战狼2》于7月28日在马来西亚上映，首周周末票房排名未进入前10名，第二周周末票房排名上升为第2位。《战狼2》于8月4日在英国的5个影院上映，截至6日收获票房3万美元。
8月16日，《战狼2》全球总票房进入全球票房百强排名，成为首部进入该排名的华语电影，及首部非好莱坞电影，其绝大部分票房来自中国大陆。8月30日，上升到63位。9月15日，上升至第54位，为其最高排名。但随着《蜘蛛人：返校日》在中国大陆于9月8日上映后票房增加，《战狼2》被反超降为55位，之后随新影片上映排名逐渐降低。

## 獎項紀錄
| 颁奖典礼                         | 奖项               | 受奖者           | 结果       | 备注          |
| -------------------------------- | ------------------ | ---------------- | ---------- | ------------- |
| “五个一工程”奖                   | 优秀作品奖（電影） | 战狼2            | 獲獎       | [ 71 ]        |
| 第12屆亞洲電影大獎               | 最高票房電影       | 战狼2            | 獲獎       | [ 72 ]        |
| 第37屆香港電影金像獎             | 最佳兩岸華語電影   | 战狼2            | 提名       | [ 73 ]        |
| 第九届中国电影导演协会2017年度奖 | 年度影片           | 战狼2            | 提名       | [ 74 ]        |
| 第九届中国电影导演协会2017年度奖 | 年度导演           | 吴京             | 提名       | [ 74 ]        |
| 第九届中国电影导演协会2017年度奖 | 年度男演员         | 吴京             | 入圍短名單 | [ 74 ]        |
| 第一屆塞班國際電影節             | 最佳男配角獎       | 張翰             | 獲獎       | [ 75 ]        |
| 第44届土星奖                     | 最佳国际电影       | 战狼2            | 提名       | [ 75 ]        |
| 第23届华鼎奖                     | 中国最佳影片       | 战狼2            | 提名       | [ 76 ] [ 77 ] |
| 第23届华鼎奖                     | 中国最佳导演       | 吴京             | 獲獎       | [ 76 ] [ 77 ] |
| 第23届华鼎奖                     | 中国最佳男主角     | 吴京             | 獲獎       | [ 76 ] [ 77 ] |
| 第23届华鼎奖                     | 中国最佳男配角     | 吴刚             | 獲獎       | [ 76 ] [ 77 ] |
| 第23届华鼎奖                     | 中国电影最佳编剧奖 | 吴京、刘毅、董群 | 提名       | [ 76 ] [ 77 ] |
| 第23届华鼎奖                     | 中国最佳制作人     | 关海龙、张苗     | 獲獎       | [ 76 ] [ 77 ] |
| 第34届大众电影百花奖             | 最佳故事片         | 战狼2            | 提名       | [ 78 ]        |
| 第34届大众电影百花奖             | 最佳导演           | 吴京             | 提名       | [ 78 ]        |
| 第34届大众电影百花奖             | 最佳编剧           | 吴京、董群、刘毅 | 提名       | [ 78 ]        |
| 第34届大众电影百花奖             | 最佳男主角         | 吴京             | 獲獎       | [ 78 ]        |
| 第34届大众电影百花奖             | 最佳男配角         | 吴刚             | 提名       | [ 78 ]        |
| 第34届大众电影百花奖             | 最佳男配角         | 张翰             | 提名       | [ 78 ]        |

## 其他相关
- 《战狼2》於2017年逐奧斯卡最佳外語片獎[79]，但未能入围初选提名。[80]
- 《战狼2》公映后，被曝剧情抄袭作家“纷舞妖姬”的小说《弹痕》。对此，《战狼2》编剧董群回应，称《弹痕》为自己的作品，“纷舞妖姬”为自己的笔名。[81]
- 《战狼2》曾多次在电影频道播放，收视居高不下，更成为2018年电影频道全年收视冠军[82]。

## 续集
续集《战狼3》（中文：战狼3）已在《战狼2》片尾确认。这一点后来得到了吴京的证实。

## 外部連結
- 互联网电影数据库（IMDb）上《戰狼2》的资料（英文）
- 香港影庫上《戰狼2》的資料（繁體中文）
- 爛番茄上《戰狼2》的資料（英文）
- Box Office Mojo上《戰狼2》的資料（英文）
- AllMovie上《戰狼2》的资料（英文）
- Metacritic上《戰狼2》的資料（英文）
- 開眼電影網上《戰狼2》的資料（繁體中文）
- 雅虎香港電影上《戰狼2》的資料（繁體中文）
- 豆瓣电影上《戰狼2》的資料 （简体中文）
- 时光网上《戰狼2》的資料（简体中文）